# Шарапов, Василий Михайлович
Васи́лий Миха́йлович Шара́пов (1918, Яранский уезд, Вятская губерния — не ранее 1985) — советский военный деятель, генерал-лейтенант.

## Биография
Родился 27 декабря 1918 года в деревне Орловская. Член КПСС.
С 1936 года служил в Рабоче-Крестьянской Красной Армии, участник советско-финской войны; был ранен.
Участник Великой Отечественной войны, командир 194-го гвардейского стрелкового полка 64-й гвардейской стрелковой Красносельской дивизии (10.06.1943 — 27.12.1944).
В послевоенное время — командир 129-го гвардейского стрелкового полка 45-й гвардейской стрелковой Красносельской дивизии (с 18.7.1945). С августа 1961 по декабрь 1964 года — заместитель командующего по боевой подготовке — начальник отдела боевой подготовки 8-й гвардейской армии в ГСВГ. Первый заместитель командующего войсками Приволжского военного округа (13.6.1972 — 10.3.1975).
Делегат XXIV съезда КПСС. Депутат Верховного Совета Казахской ССР 8-го созыва, Верховного Совета Туркменской ССР 7-го созыва (1967—1971).
Умер 26 июня 1995 года.

## Награды
- четыре ордена Красного Знамени (05.1940[4], 31.1.1944[3], 02.1944[4], …)
- два ордена Красной Звезды (02.1943[4], …)
- два ордена Суворова III степени (9.8.1944[9], 5.12.1944)[4]
- орден Отечественной войны I степени (6.4.1985)[1]
- медали, в том числе:
  - «За оборону Ленинграда» (7.7.1943)[9]
  - «За победу над Германией» (27.8.1945)[6]

## Комментарии
1. ↑  Деревня Орловские (Орловская, Шарапов), относившаяся к Ихтинской, в 1920-е годы — к Санчурской волости Яранского уезда, в последующем входила в состав Куртьинского, в 1970-е годы — Матвинурского сельсовета Санчурского района Кировской области; упразднена 13.8.1986[2].